# 617 г. пр.н.е.

## Събития

### В Азия

#### В Асирия
- Цар на Асирия е Синшаришкун (627 – 612 или 623 – 612 г. пр.н.е.).
- В периода 621 – 616 г. пр.н.е. Асирийците водят продължителна борба с непрекъсната смяна на контрола над град Урук във Вавилония, която завършва неуспешно за тях.[1]

#### Във Вавилония
- Набополaсар (626 – 605 г. пр.н.е.) е цар на Вавилония.[2] Той продължава борбата за свобождаването на цяла Вавилония от асирийска власт.
- Към края на годината важният град Нипур, който дотогава е сред най-важните асирийски твърдини във Вавилония, попада под контрола на вавилонците.[1]

#### В Мидия
- Киаксар (625 – 585 г. пр.н.е.) е цар на Мидия.[3]

### В Африка

#### В Египет
- Псаметих (664 – 610 г. пр.н.е.) е фараон на Египет.[4][5]

### В Европа
- Тази или следващата година са традиционно приетите за края на управлението на римския цар Анк Марций (642/0 – 617/6) и началото на царуването на Тарквиний Приск (617/6 – 579/8 г. пр.н.е.).[6][7]
- По време на дългото управление на новия цар римляните постигат хегемония в Лациум (и Етрурия според Дионисий Халикарнаски).[7]